# Maujahn

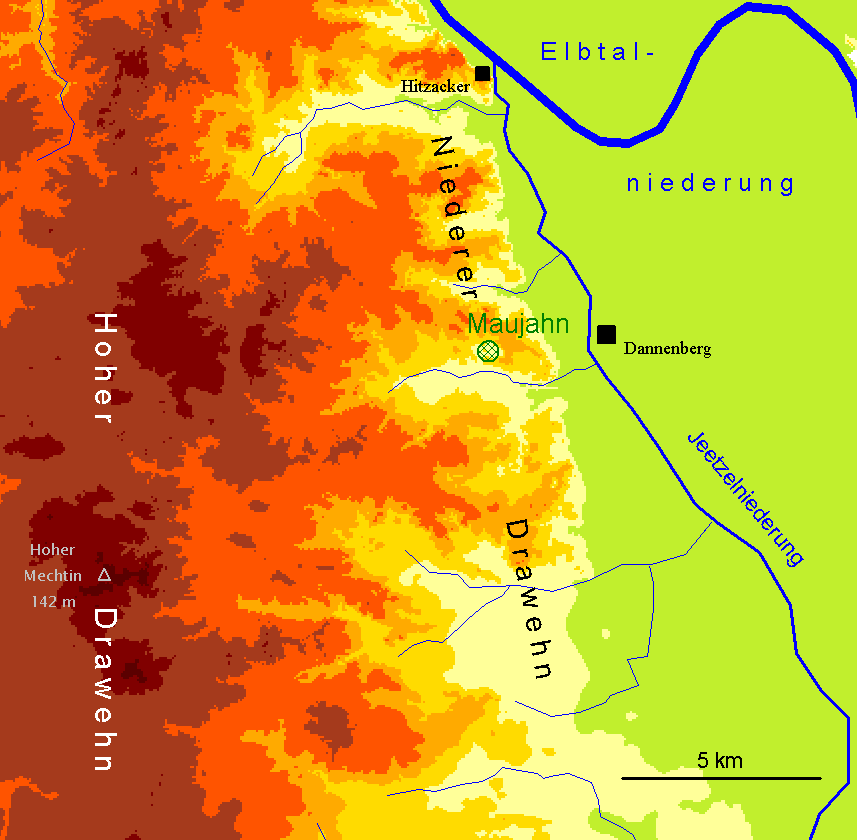
Lage des Maujahn und geomorphologisches Profil der Umgebung

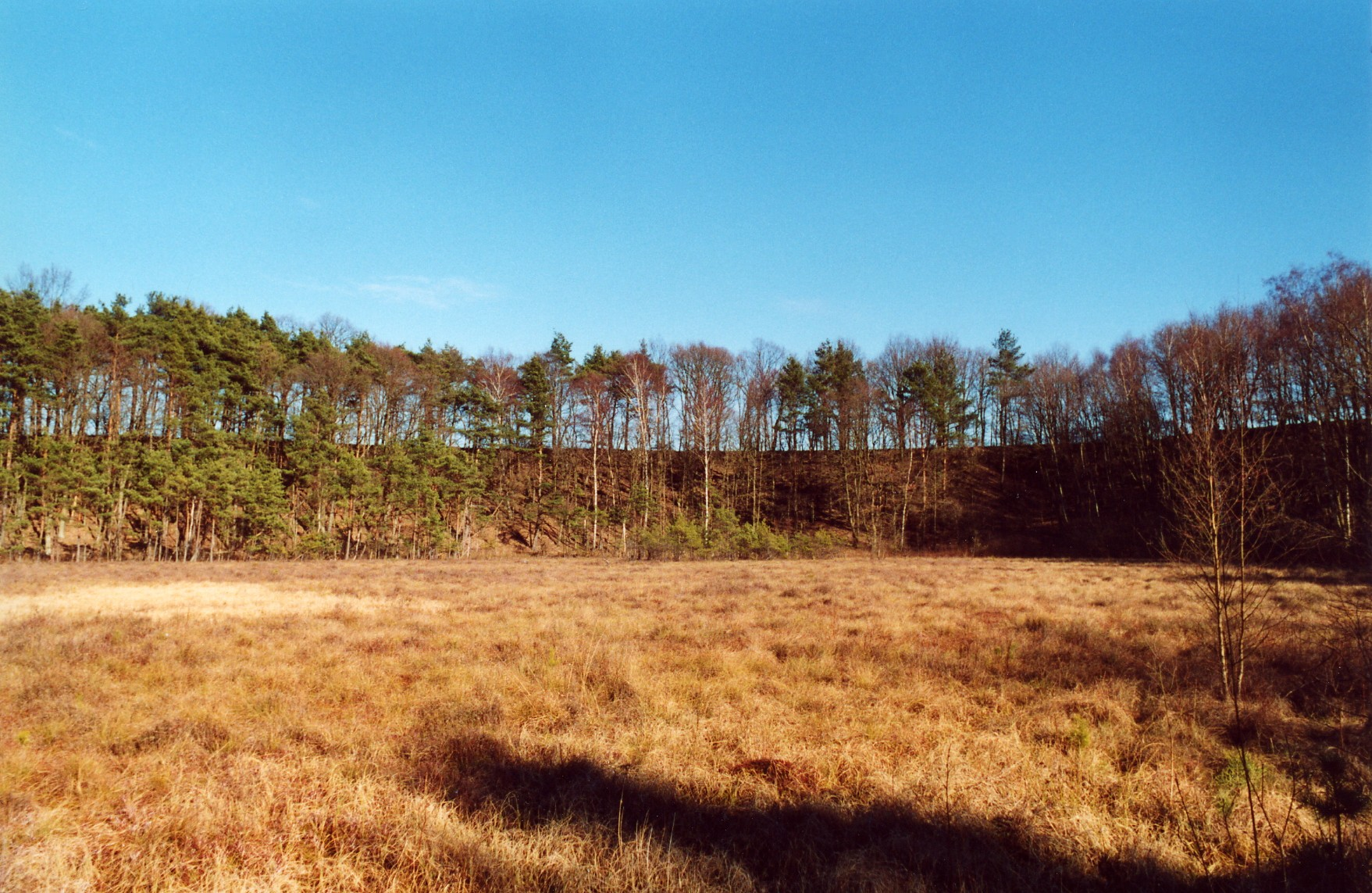
Maujahn im Vorfrühling; zwischen den Bäumen im Hintergrund erkennt man die obere Kante des Erdfalltrichters

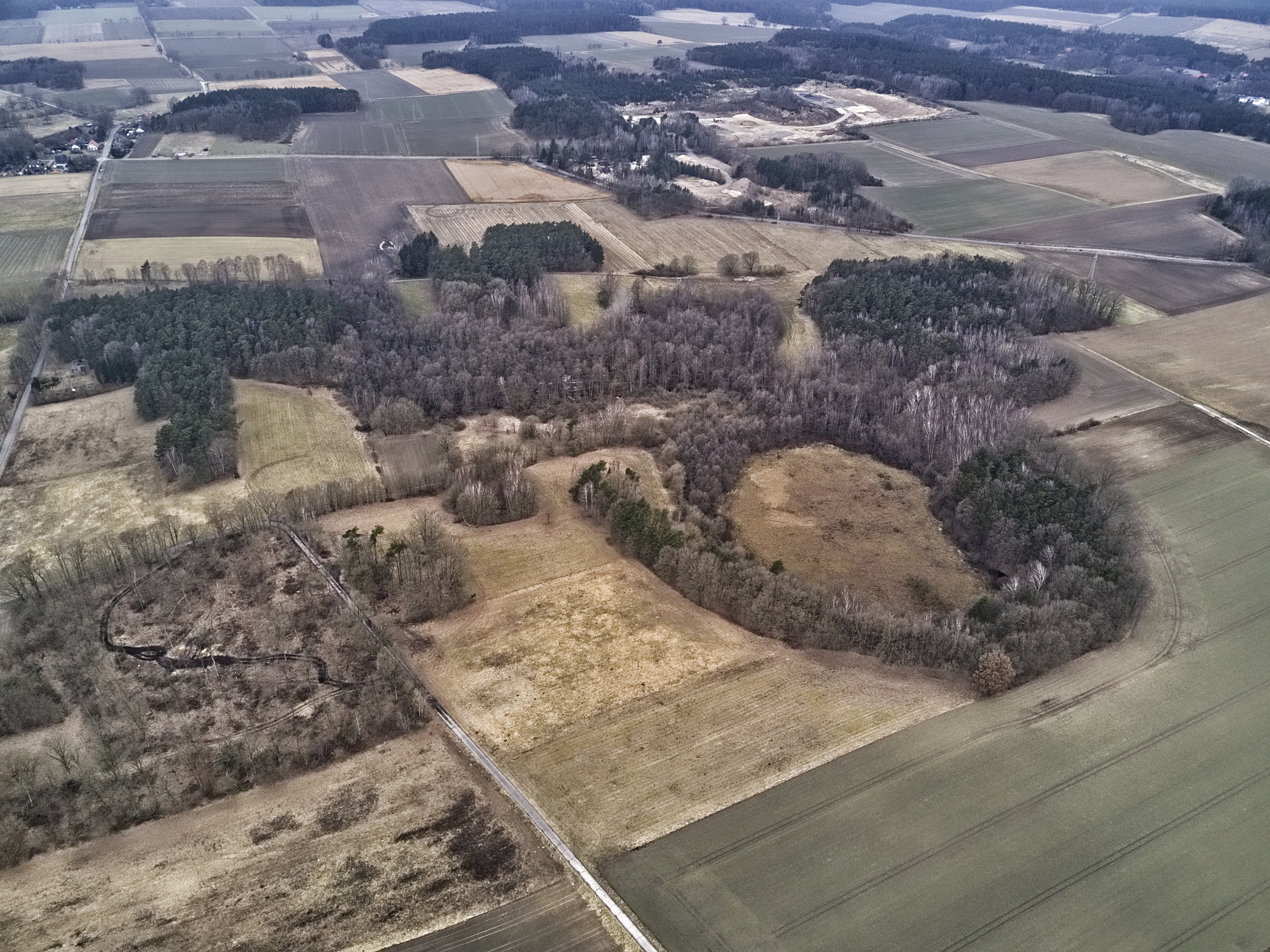
Maujahn aus der Luftperspektive (März 2018).

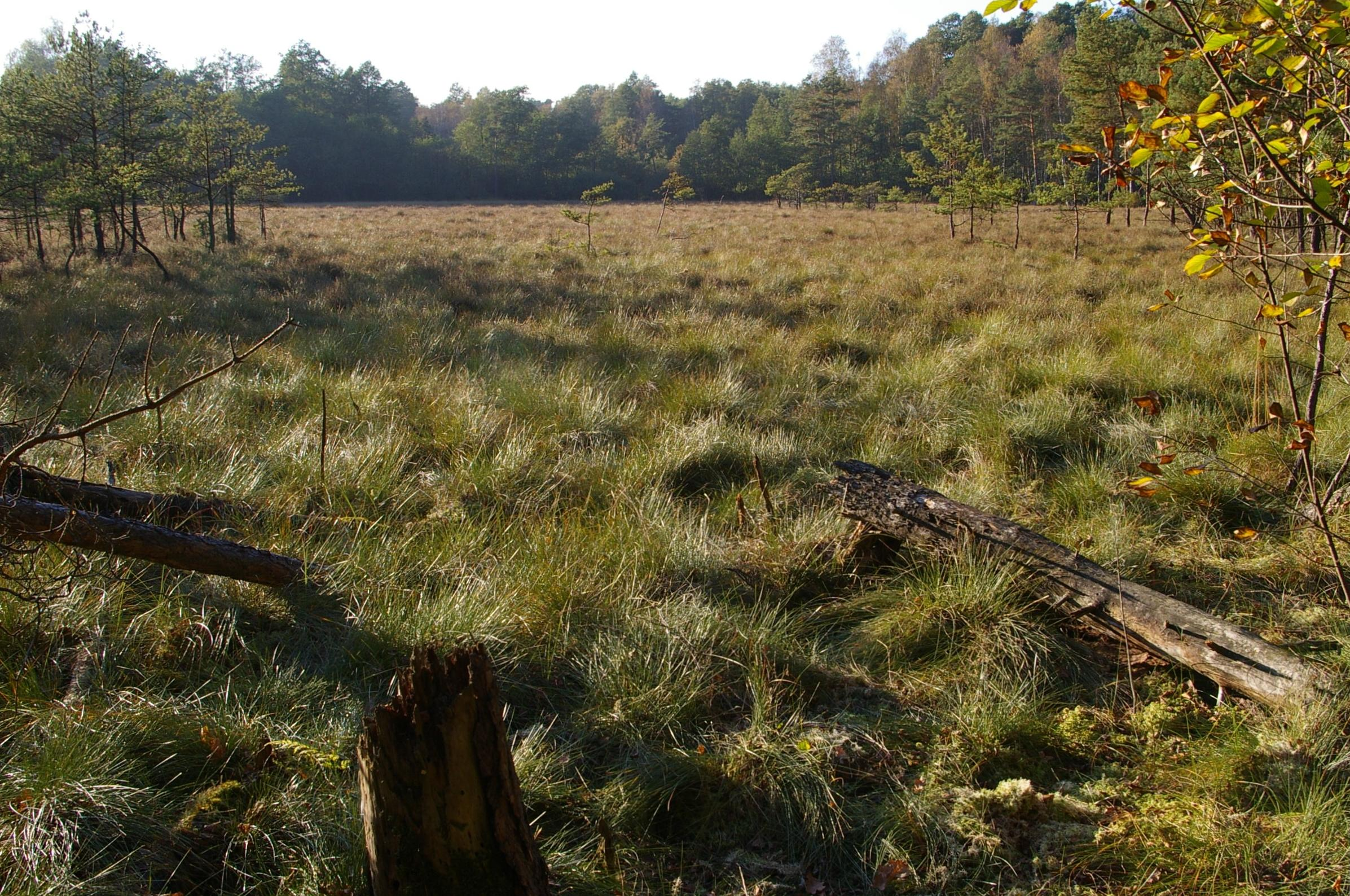
Die weitgehend baumfreie Moorfläche wird unter anderem von Scheiden-Wollgras bestimmt

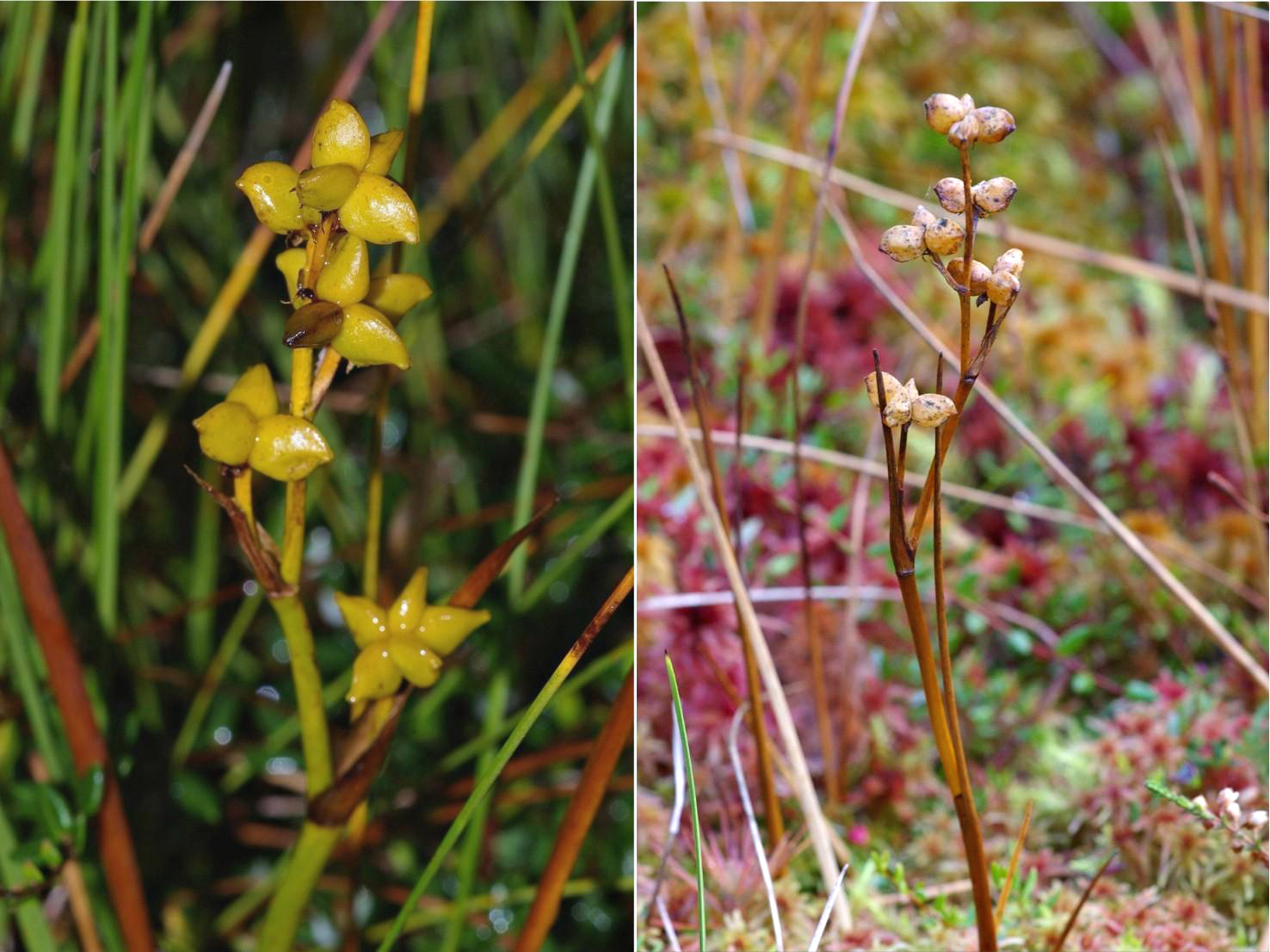
Die Blumenbinse ist eine Seltenheit

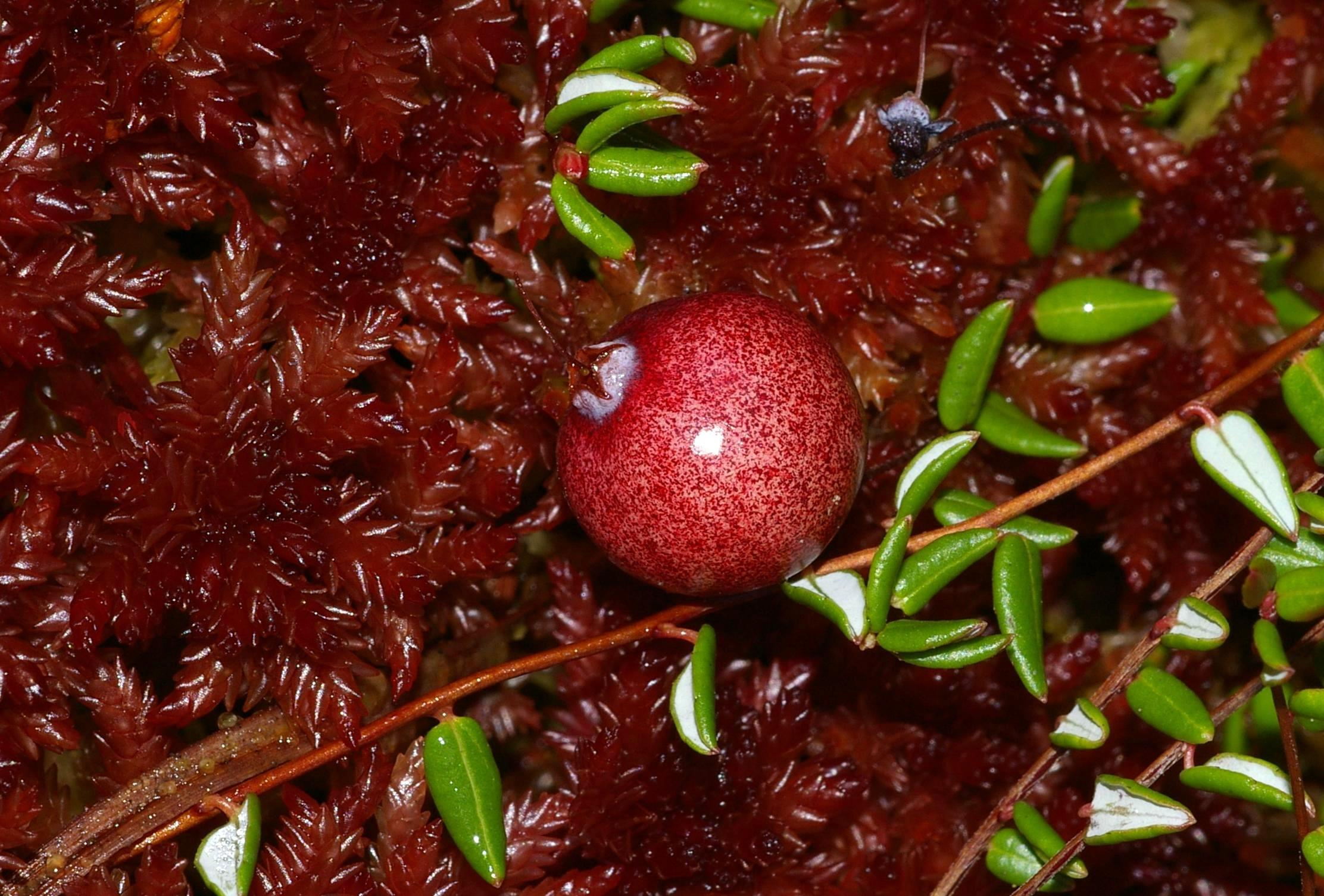
Frucht der Moosbeere sowie Rotes Torfmoos

Der Maujahn (der Kernbereich wird umgangssprachlich auch Maujahnskuhle genannt) ist ein Kesselmoor, das sich in einer Geländehohlform gebildet hat. Das 37 ha große und seit 1988 unter Naturschutz stehende Gebiet befindet sich gut zwei Kilometer westlich der Stadt Dannenberg zwischen den Dörfern Thunpadel und Schmarsau im nordöstlichen Niedersachsen.

## Lage
Innerhalb des Naturraumes Lüneburger Heide liegt das Moor an dessen äußerstem Ostrand, dem  Landschaftsraum „Niederer Drawehn“, im Übergang zum Naturraum Wendland und Altmark. (Kulturräumlich wird der Drawehn größtenteils zum Wendland gezählt.) Vom atlantischen Großklima Niedersachsens ist der Maujahn durch die Lage an der östlichen Abdachung der saaleglazialen „Osthannoverschen Endmoräne“ (Göhrde-Drawehn-Höhenzug) abgeschattet und daher deutlich subkontinental geprägt. Die Mooroberfläche befindet sich auf 25 Metern NN, die direkt umgebenden Geesthügel erreichen Höhen über 50 Meter NN. Der exponierteste Punkt im Hohen Drawehn – der Hohe Mechtin mit 142 Metern über Meereshöhe – liegt zehn Kilometer vom Maujahn entfernt.

## Beschreibung
Die Geländehohlform entstand vor etwa 7000 (nach anderen Angaben vor 14.000) Jahren als Effekt des Einsturzes eines durch Grundwassersubrosion abgelaugten Salzstockes im Untergrund – ebenso wie beispielsweise die Bullenkuhle im Landkreis Gifhorn. Dank moorstratigraphischer Untersuchungen (Lesemann 1969) weiß man, dass sich auf der Talsohle zunächst ein Bruchwald mit einer Torfmoosdecke entwickelte. Vor circa 500 Jahren kam es offenbar zu einem erneuten Einsturz, in dessen Folge sich zwei größere Erdfalltrichter bildeten. Diese füllten sich mit Wasser, die Torfmoosdecke schwamm auf und bedeckte die Oberfläche des Sees. Heute hat diese tragfähige, geschlossene Schwingrasen-Torf-Schicht eine Mächtigkeit von 2,5 bis 4 Metern. Darunter befindet sich im östlichen Trichter ein bis zu 16 Metern tiefer Wasser- bzw. Muddekörper. Auch oberirdisch zeigt das Gelände das markante Relief eines Erdfalls: Der östliche Moortrichter wird halbkreisförmig von bis zu 15 Metern aufragenden, mit Eichen und Kiefern bewaldeten Steilhängen eingefasst.
Die rundlich-ovale, mehr oder weniger baumfreie Moorfläche des Osttrichters misst etwa zwei Hektar und ist als „lebendes“, also wachsendes Zwischenmoor einzustufen. Sie weist eine hochmoortypische Vegetation auf: Neben verschiedenen Torfmoosen bestimmen Wollgräser (Scheidiges und Schmalblättriges Wollgras) den Aspekt; weitere charakteristische Pflanzenarten sind Gewöhnliche Moosbeere, Rosmarinheide, Glocken- und Besenheide, diverse Seggen, Weißes Schnabelried (Rhynchospora alba) und als Rarität die Blumenbinse (Scheuchzeria palustris).
An der Peripherie hat sich ein Randsumpf gebildet, der von Grauweiden- und Faulbaum-Gebüschen sowie Moorbirken dominiert wird. Punktuell finden sich dort auch noch Fieberklee, Sumpf-Calla und Sumpffarn im Unterwuchs. Der westliche Teil des vernässten Areals besteht im Wesentlichen aus Birken- und Erlenbruchwald (Niedermoor) mit Schilfröhricht und Hochstaudenfluren. Angaben zur Fauna des Gebietes finden sich in der Publikation von Timm (1983).
Die heutige, nur einige Dezimeter hohe Aufwölbung des Moorkörpers wird – anders als sonst bei Zwischen- oder Übergangsmooren – quasi als Klimaxstadium betrachtet. Eine weitere Entwicklung zu einem „echten“ Hochmoor mit einem stark aufgewölbten Moorkörper, der dem Einfluss von Mineralbodenwasser gänzlich entzogen ist und sich nur durch Regenwasser speist, ist nicht zu erwarten. Dies ist neben orographischen Gegebenheiten, insbesondere der Kessellage, auch mit der regional sehr geringen Jahresniederschlagssumme von deutlich unter 600 Millimetern pro Jahr zu begründen. Damit unterscheidet sich das Gebiet signifikant von den atlantischen und subatlantischen Hochmooren im westlichen und mittleren Niedersachsen.
Zur Herleitung des Namens „der Maujahn“ liegen keine Informationen vor. Ein slawischer Wortursprung ist anzunehmen (vergleiche: Drawehn).

## Gefährdung und Schutz
Wie die Mehrzahl der wenigen noch verbliebenen Hoch- und Zwischenmoore Norddeutschlands ist auch dieses durch Entwässerung und Nährstoffeintrag bedroht.
Nach dem Zweiten Weltkrieg war zwecks Abtorfung eine Entwässerung des Moores versucht worden; wegen der Geländegegebenheiten gelang dies aber nicht vollständig. In der Folge bewaldete die Fläche jedoch, was zu einem Zurückdrängen der hochspezialisierten Moorflora und -fauna führte. 1989 wurde durch die lokale Naturschutzverwaltung die Fällung von 3000 Bäumen veranlasst, um das Moor wieder zu öffnen und zu revitalisieren. Zudem wurden vier Stauanlagen in einem den Talkessel entwässernden Graben installiert. Komplett unterbunden werden konnte der Wasserabfluss in Richtung „Prisserscher Bach“ dadurch aber bisher nicht. Dies und die regional ohnehin geringen Jahresniederschläge (beispielsweise 2003: 435 mm/a in Lüchow) gefährden die Qualität des wertvollen Biotopes. Durch zeitweilige Austrocknung der Mooroberfläche wird eine Mineralisation des Torfkörpers und das Aufwachsen von Gehölzen (Birken, Erlen, Kiefern, Weiden) begünstigt. Im mehrjährigen Rhythmus finden deshalb Pflegeeinsätze statt, um aufkommende Gehölze von der Moorfläche zu entfernen.
Auch der diffuse Eintrag von Nährstoffen aus der Landwirtschaft (Abdrift) und durch Luftverschmutzung (Deposition und Mobilisierung von Stickstoff) ist wie überall in Mitteleuropa zu beklagen. Dies führt zu einer unnatürlichen Aufdüngung des eigentlich oligo- bis mesotrophen Moores und verändert ebenfalls die Vegetationszusammensetzung.
- Besucher sollen das Betretungsverbot insbesondere für die sehr empfindliche Schwingrasen-Moorfläche beachten. Die Vegetation ist sehr trittsensibel; außerdem besteht stellenweise Einbruchgefahr.

Wegen seiner regional-landschaftlichen Einzigartigkeit als Biotop und Geotop und seiner Bedeutung als Lebensraum zahlreicher seltener, stenöker Pflanzen- und Tierarten steht der Maujahn seit 1988 unter Naturschutz (NSG-Fläche: 37 Hektar). Das Areal wurde 2008 außerdem als FFH-Gebiet im Rahmen des Europäischen Schutzgebietskonzeptes „Natura 2000“ ausgewiesen.

## Die Sage vom Maujahn
Um die Entstehung des Maujahn ranken sich unabhängig von naturwissenschaftlichen Erkenntnissen natürlich auch Legenden. Die Maujahn-Sage kursiert seit Generationen in verschiedenen Versionen. Hier sei eine handschriftliche Aufzeichnung wiedergegeben. Sie stammt von „Fräulein Ungewitter“, Lehrerin an der Dannenberger Grundschule (um 1970).
In der Nähe des Dorfes Thunpadel ist eine Bodensenke, Maujahn genannt. Die Sage erzählt: An dieser Stelle war früher ein hoher Berg, auf dem eine Burg stand, in der der Heideritter mit vielen bewaffneten Knechten hauste. Weithin war dieser gefürchtet wegen seiner Räubereien. Von der Höhe seiner Burg konnte er die Wege ringsumher überschauen. Mancher Kaufmann wurde beraubt und noch in die Burg geschleppt. Nur gegen ein hohes Lösegeld bekam er wieder die Freiheit.
Eines Tages erschien der Heideritter bei dem Grafen Adalbert im Bruche. Dieser war erschrocken, nahm ihn aber doch freundlich auf. Groß war aber sein Schrecken, als er um die Hand seiner Tochter, die schöne Agnes genannt, anhielt. Rache fürchtend, gab Graf Adalbert das Jawort. Die Hochzeit wurde auf den Johannitag festgesetzt. Wie traurig war die schöne Agnes. Tag und Nacht betete sie zu Gott, er möge doch verhüten, dass sie die Frau des Raubritters würde. Sie gelobte, dann ein Kloster zu bauen.
Je näher der Hochzeitstag kam, je schwerer wurde ihr Herz. Am Johannestage war die Braut mit ihren Angehörigen in der Kirche in Dannenberg und erwartete den Bräutigam, den Heideritter. Dieser aber hatte am Morgen einen Warenzug des Weges kommen sehen. Diesen wollte er noch in seine Burg bringen. Sein Amtmann ermahnte ihn, am Hochzeitstag doch davon abzulassen. Diese Mahnung wies er zurück mit den Worten: „Schön Agnes kann noch warten, das Täubchen fliegt nicht aus!“
Als er unterwegs war, kam ein heftiges Gewitter herauf, so dass ein Knecht zur Umkehr mahnte. Mit den Worten: „Nun sei dein Gott dir gnädig“ schlug er diesen mit dem Schwerte nieder. Auf einmal ein heftiger Blitz und ein gewaltiger Donnerschlag! Alle lagen wie tot am Boden. Als die Knechte wieder zur Besinnung kamen, war der Heideritter verschwunden. Sie eilten nach der Burg. Auch diese war nicht mehr. An der Stelle des Berges, auf dem sie gestanden, war ein tiefer Abgrund. So strafte Gott den gottlosen Heideritter.
Als die Kunde von dem Untergang des Ritters nach der Kirche kam, herrschte bei allen große Freude, besonders bei der schönen Agnes. Sie tat, was sie Gott gelobt hatte und ließ das Kloster St. Georg bei Dannenberg bauen. Die Bewohner der ganzen Gegend waren froh, dass der Heideritter tot war. Aus Dankbarkeit richteten sie einen großen Stein auf, der die Inschrift trug: „Ihr Menschen irrt euch nicht, Gott läßt sich nicht spotten.“